# Província de Bechar
La província o wilaya de Béchar (àrab: ولاية بشار, wilāyat Bixār) és una província o wilaya d'Algèria. La seva capital és la ciutat de Béchar i té una població de 251.657 habitants (2005).
En aquesta província hi ha 21 municipis: Abadla, Béchar, Beni Abbes, Beni Ikhlef, Beni Ounif, Boukais, El Ouata, Erg Ferradj, Ighil, Kenadsa, Kerzaz, Ksabi, Lahmar, Mechraa Houari Boumedienne, Meridja, Mogheul, Ouled Khoudir, Tabalbala, Taghit, Tamtert i Timoudi.

## Geografia
- Àrea

- Total 161.400 km²
- Límits geogràfics:
  - Nord: Província de Naâma
  - Est: Província d'El-Bayadh
  - Sud: Província d'Adrar i de Tindouf
  - Oest: Marroc